# درهم إلكتروني
الدرهم الإلكتروني أداة دفع تقدمها حكومة دولة الإمارات العربية المتحدة بهدف تسهيل تحصيل إيرادات رسوم الخدمات الحكومية وغير الحكومية بطريقة آمنة ومأمونة.
خُصص الدرهم الإلكتروني بدايةً لتستخدمه الحكومة الاتحادية لدولة الإمارات العربية المتحدة، ولكن سرعان ما استخدمته الحكومات المحلية للإمارات المكونة والمنظمات شبه الحكومية والمؤسسات الخاصة.
صدر الدرهم الإلكتروني في 3 فبراير 2001، مما جعل الإمارات العربية المتحدة أول دولة في المنطقة العربية تطرح مثل هذا النظام على مستوى البلاد.
أصبح الدرهم الإلكتروني متاحًا على نطاق واسع، ولديه قنوات دفع متعددة، وقد عملت وزارة المالية والصناعة ولا تزال تعمل على توسيع قنوات الدفع، وتشمل قنوات الدفع المتاحة حاليًا:
- محطات نقاط البيع الإلكترونية (EPOS)
- عبر الإنترنت (الدفع بالدرهم الإلكتروني)
- الطوابع الإلكترونية

## أنواع البطاقات
توصف بطاقات الدرهم الإلكتروني بأنها محفظة إلكترونية آمنة، ولها حاليًا نسختان :
بطاقة القيمة الثابتة:
أتاحت وزارة المالية والصناعة بطاقات الدرهم الإلكتروني ذات القيمة الثابتة لعدد من الفئات والتي يمكن شراؤها بالقيمة الاسمية من عدد من البنوك (أعضاء الدرهم الإلكتروني). الفئات المتاحة حاليًا هي 100، و200، و300، و500، و1000، و3000 و5000 درهم إماراتي.
لا يُعاد شحن هذه البطاقات، ولكن يمكن للمتقدم استخدام ما يصل إلى بطاقتين لتسوية رسوم أي خدمة يتقدم للحصول عليها.
بطاقة العميل الحكومي
في 24 يونيو 2001 أطلقت وزارة المالية والصناعة بطاقة جديدة باسم «بطاقات العملاء الحكوميين»، وهي تمثل الجيل الثاني من الدرهم الإلكتروني. هذا النوع من البطاقات مخصص لمستخدمي الخدمات الحكومية المتكررين، ويمكن للأفراد أو الشركات الحصول عليه، وميزة هذه البطاقة أنها شخصية بحيث لا يستطيع أي شخص آخر استخدام هذه البطاقة سوى حامل البطاقة التي صدرت له أصلاً.
وما إن تُصدر تلك البطاقة لن يكون فيها رصيد. بعد ذلك يجب على حامل البطاقة التوجه إلى أقرب بنك عضو في الدرهم الإلكتروني لتعبئة بطاقته بأي مبلغ من المال إما نقدًا أو عن طريق التحويل إلى الحساب.
تتوفر طلبات الحصول على بطاقات العملاء الحكوميين لدى وزارة المالية والصناعة (أبو ظبي ودبي)، وكذلك لدى البنوك الأعضاء في الدرهم الإلكتروني للأفراد والشركات للتقدم بطلباتهم. وبمجرد الموافقة على الطلب تُخصث بطاقة العميل الحكومي وتُصدر برقم التعريف الشخصي (PIN) الذي يصل في مظروف آمن لاستخدام حامل البطاقة فقط. يتيح رقم التعريف الشخصي لحامل البطاقة الاستفادة من العديد من الخدمات عبر خدمة الدرهم الإلكتروني التفاعلية على مدار 24 ساعة / 7 أيام في الأسبوع، وكذلك عبر الإنترنت (خدمة الدرهم الإلكتروني عبر الإنترنت). طورت مجموعة GET نظام الدرهم الإلكتروني.